# Charles Domercq
Charles Domercq est un résistant français né à Saint-Paul-lès-Dax le 7 mai 1896, et mort sous la torture de la Gestapo au Bouscat (Gironde) dans la nuit du 22 au 23 juillet 1944. 
Pratiquant le rugby à XV, il remporte en 1913 le bouclier de Brennus qui couronne le champion de France de rugby à XV avec ses coéquipiers de l'Aviron bayonnais. Après avoir combattu pendant la Première Guerre mondiale il devient sous-chef de gare à Bordeaux. Il entre dans la Résistance en 1940. Il est arrêté et torturé à mort par la Gestapo peu avant la Libération. 

## Biographie
Charles Jules Domercq naît à Saint-Paul-lès-Dax dans les Landes le 7 mai 1896. Jean son père est employé aux Chemins de fer ; sa mère s'appelle Marguerite Mongay.
Joueur de rugby à XV, il joue à l'Aviron bayonnais dans les années 1910. En 1913 il remporte avec son club le bouclier de Brennus qui couronne le champion de France.
Mobilisé en 1914, il survit à la Première Guerre mondiale avec le grade de lieutenant. Lui sont conférées la Croix de guerre  avec étoile d’argent et la Médaille interalliée de la Victoire. Il est fait chevalier de la Légion d’honneur. 
Après la démobilisation,  il devient en avril 1920 employé de la Compagnie des chemins de fer du Midi. Il y travaille dans plusieurs villes des Landes (Laluque, puis Hagetmau, Ychoux, Dax) avant d'être nommé sous-chef de gare de première classe à Bordeaux-Saint-Jean. Bien que le couple soit installé à Bordeaux, 55 rue Fieffé, c'est à Hagetmau qu'il épouse Marie Lespiau en janvier 1922.
En 1940 il s'évade après que les Allemands l'ont capturé en Bretagne. A Bordeaux, il rejoint le réseau Jade-Amicol de la Résistance, et s'intègre en parallèle dans d'autres organisations (réseaux Klébert, Flore-Vénus, Alibi- Maurice, Mithridate, Ajax, Organisation civile et militaire, Libération Nord, corps-francs André Hible). Il participe à l'organisation de filières d’évasion vers l'Espagne, à la transmission de renseignements vers l'Angleterre.  Il est interpellé par le Sipo-SD alors qu'il rentre à son domicile après un service de nuit, sans doute à la suite d'une dénonciation, le 12 juillet 1944. Emmené dans les locaux de la Gestapo au Bouscat, il y est torturé à mort. Il est enterré au cimetière de Villenave-d’Ornon sous un faux nom.
Son acte de décès porte la mention « Mort pour la France », et il est promu à titre posthume au grade de capitaine des Forces françaises combattantes et des Forces françaises de l’intérieur.

## Décoration et hommages
- Croix de guerre 1914-1918 avec étoile d’argent
- Médaille interalliée 1914-1918
- Chevalier de la Légion d'honneur
- Croix de guerre 1939-1945 avec palmes (à titre posthume)
- Médaille de la Résistance avec rosette (à titre posthume)[4]

Une rue de Bordeaux est nommée à sa mémoire. Les monuments aux morts de Saint-Paul-lès-Dax, d'Hagetmau et de la gare de Bordeaux commémorent son héroïsme.